# Voie verte de l'aérotrain
La voie verte de l'aérotrain ou voie verte du pays de Limours est un aménagement cyclable de l'ancienne ligne de Paris à Chartres par Gallardon.

## Description résumée
La voie verte de l’aérotrain ou du pays de Limours est aménagée sur un tronçon de l’ancienne ligne Paris-Chartres par Gallardon. Elle constitue un maillon de la véloroute de Paris au Mont-Saint-Michel Véloscénie, relativement isolé dans l'attente d'une réalisation complète de son parcours en Île-de-France.
Sa surface est variable suivant les tronçons. Le sol cimenté est recouvert par endroits de terre sur la partie centrale de quatre kilomètres le long du monorail de l’aérotrain. Sur le tronçon sud de trois kilomètres, le sol est constitué de cailloux compactés.
Des pistes cyclables goudronnées permettent d'y accéder à partir de Gometz-le-Châtel jusqu'au rond-point de l'aérotrain.
La voie verte est praticable avec un vélo tout chemin (VTC), plus difficilement avec un vélo à pneus fins sur la partie centrale mais ne peut pas être empruntée avec des rollers.

## Historique
Ce maillon de la future véloroute de Paris au Mont-Saint-Michel (Véloscénie) est aménagé sur une ancienne voie ferrée.
La ligne de Paris à Chartres par Gallardon était un projet du réseau de l’État constitué en 1878 par le rachat de compagnies en faillite dans le Centre-Ouest de la France.
Cette ligne, doublant celle de Paris à Chartres par Rambouillet appartenant à la Compagnie des chemins de fer de l'Ouest, était destinée à donner un accès à Paris aux usagers des lignes de l'Administration des chemins de fer de l'État à partir de Chartres. Elle ne fut ouverte au trafic voyageurs, de 1930 à 1939, que de Chartres à Massy.
Le tronçon de Paris à Massy, dont les travaux ont été abandonnés en 1939, fut utilisé cinquante ans plus tard, après un projet d’autoroute envisagé en 1977 mais non concrétisé, pour construire la LGV Atlantique, en souterrain, et aménager la coulée verte du sud parisien, en surface. Au-delà, de Massy à Orsay, le tracé de l’ancienne ligne est occupé par la route départementale 188.
La partie de Gometz-la-Ville à Limours fut utilisée pour les essais de l’aérotrain expérimental de l’ingénieur Jean Bertin qui devait relier Paris à Orléans  avec un monorail en béton construit en 1967. Ce monorail n’occupe, sur quatre kilomètres, qu’une partie de la largeur de l’ancienne plateforme et laisse donc la place à la voie verte.

## Parcours

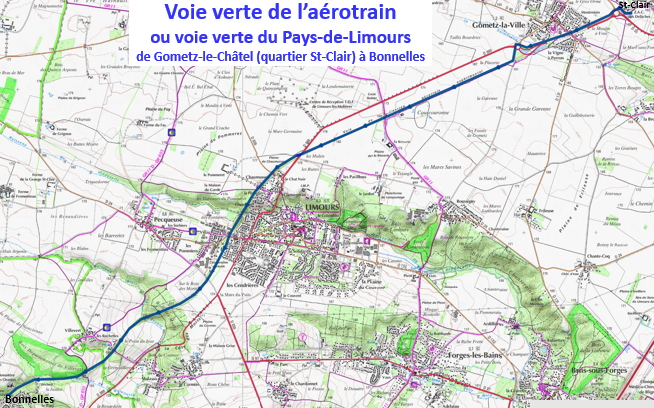
Carte de la voie verte de l'aérotrain

Le parcours en site propre débute route de Grivery dans le quartier de Saint-Clair de la commune de Gometz-le-Châtel, à côté du cimetière par une piste cyclable goudronnée qui longe le cimetière, passe sur un pont, vestige de l’ancienne ligne de Paris à Chartres par Gallardon, puis traverse la route départementale D 35, à grande circulation.
La piste longe en surface la déviation de la route départementale D 988, route à quatre voies en tranchée puis en souterrain.
La voie cyclable croise la route départementale D 131 près du centre de Gometz-la-Ville, débouche sur le rond-point de l’aérotrain (sculpture au centre du terre-plein). Un espace cyclable sur la route C 4 à gauche donne accès par une rampe à la voie verte aménagée le long du monorail en béton. 
Sur cette partie de quatre kilomètres, le sol cimenté est recouvert par endroits d’une mince couche de terre due au passage de chevaux d’un centre équestre à proximité.

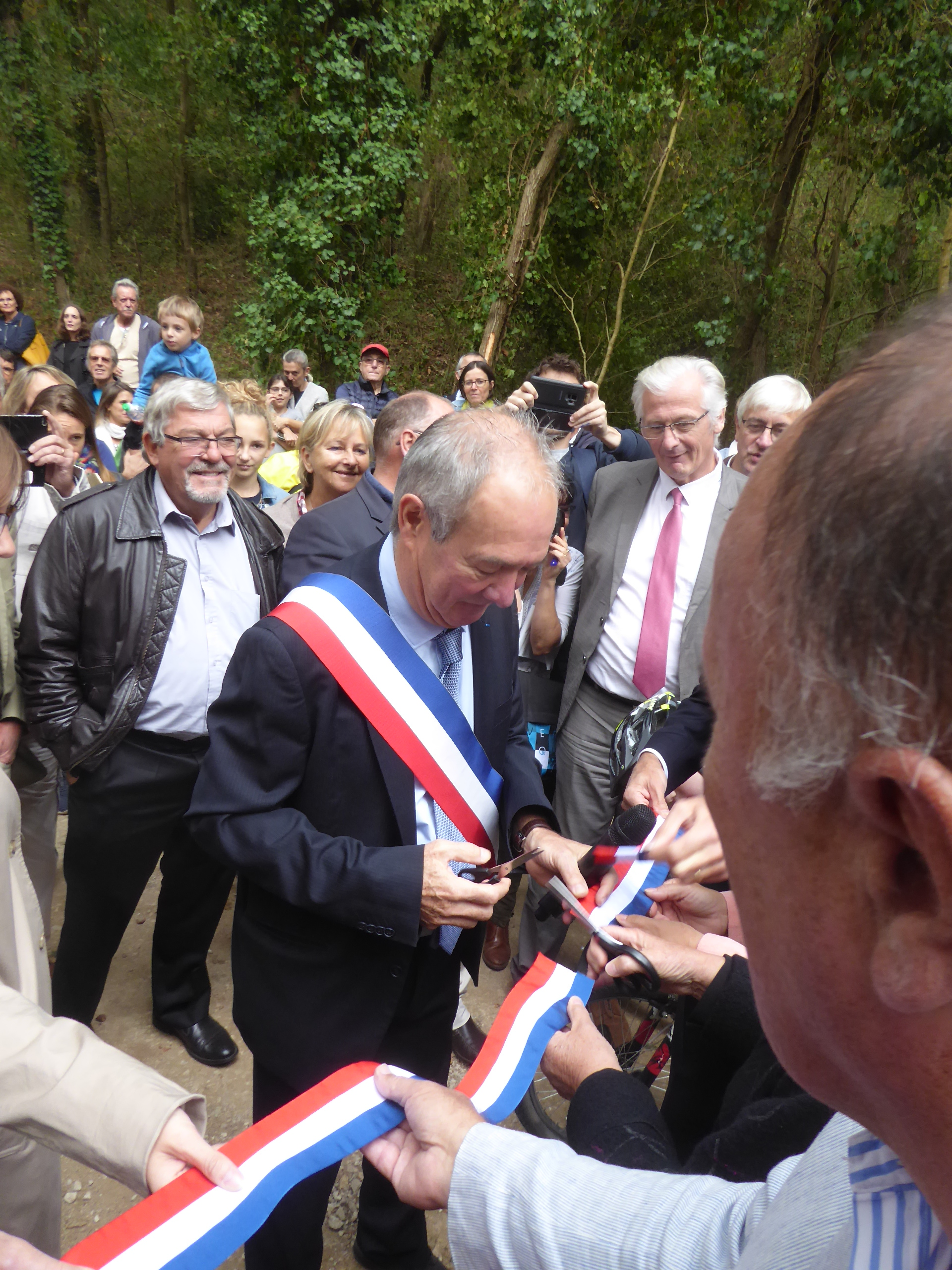
Inauguration du prolongement à Bonnelles.

La voie verte passe sous la D 988. Le monorail se termine avant ce pont et la voie verte se poursuit avec une surface en revêtement stabilisé sur l’ancienne voie en tranchée puis sur un viaduc. Elle croise ensuite à niveau la rue de Rambouillet (D 24) à Limours et se prolonge sur trois kilomètres jusqu’à Bonnelles sur un terrain de cailloux compactés.
Le prolongement depuis le hameau de Villevert, sur la commune de Pecqueuse, jusqu'à Bonnelles a été inauguré le 22 septembre 2018.
Ce tronçon de mille six-cents mètres comporte quelques courts passages à forte pente et un tronçon étroit (bande de roulement de 40 cm) d'environ 300 mètres longeant une propriété privée établie à l'emplacement de l'ancienne voie ferrée.
Au-delà de Bonnelles en direction de Chartres, le tracé de l’ancienne voie ferrée est interrompu à plusieurs reprises par des propriétés privées.
Le prolongement de la voie verte vers l’ouest, qui serait plus complexe à réaliser, n'est actuellement pas prévu.
La voie verte est bordée de nombreux panneaux informatifs sur le projet d’aérotrain, sur la faune et la flore.
En 2018, ce tronçon de onze kilomètres est, avec la coulée verte du Sud-Parisien de Paris à Massy, un des éléments en site propre du parcours francilien de la future véloroute de Paris au Mont-Saint-Michel.
Malgré son intégration dans la future véloroute, la voie verte du pays de Limours apparaît assez isolée, les parcours aux deux extrémités, de Massy à Gometz-le-Châtel et de Bonnelles à Rambouillet n'étant ni aménagés, ni même fléchés.

## Galeries

La voie verte le long de l'aérotrain
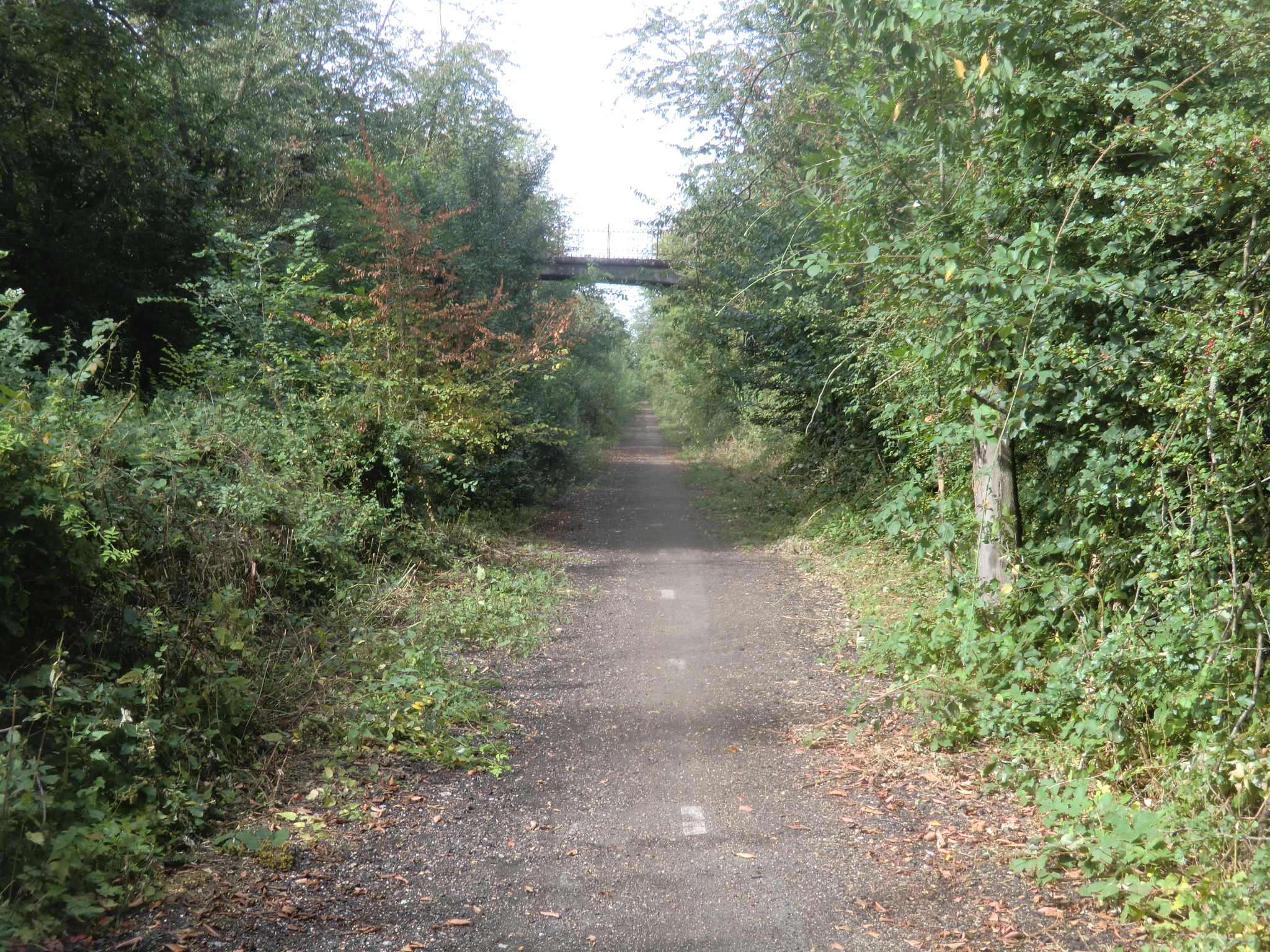
Passage de  la voie verte sous un pont au nord de Limours.
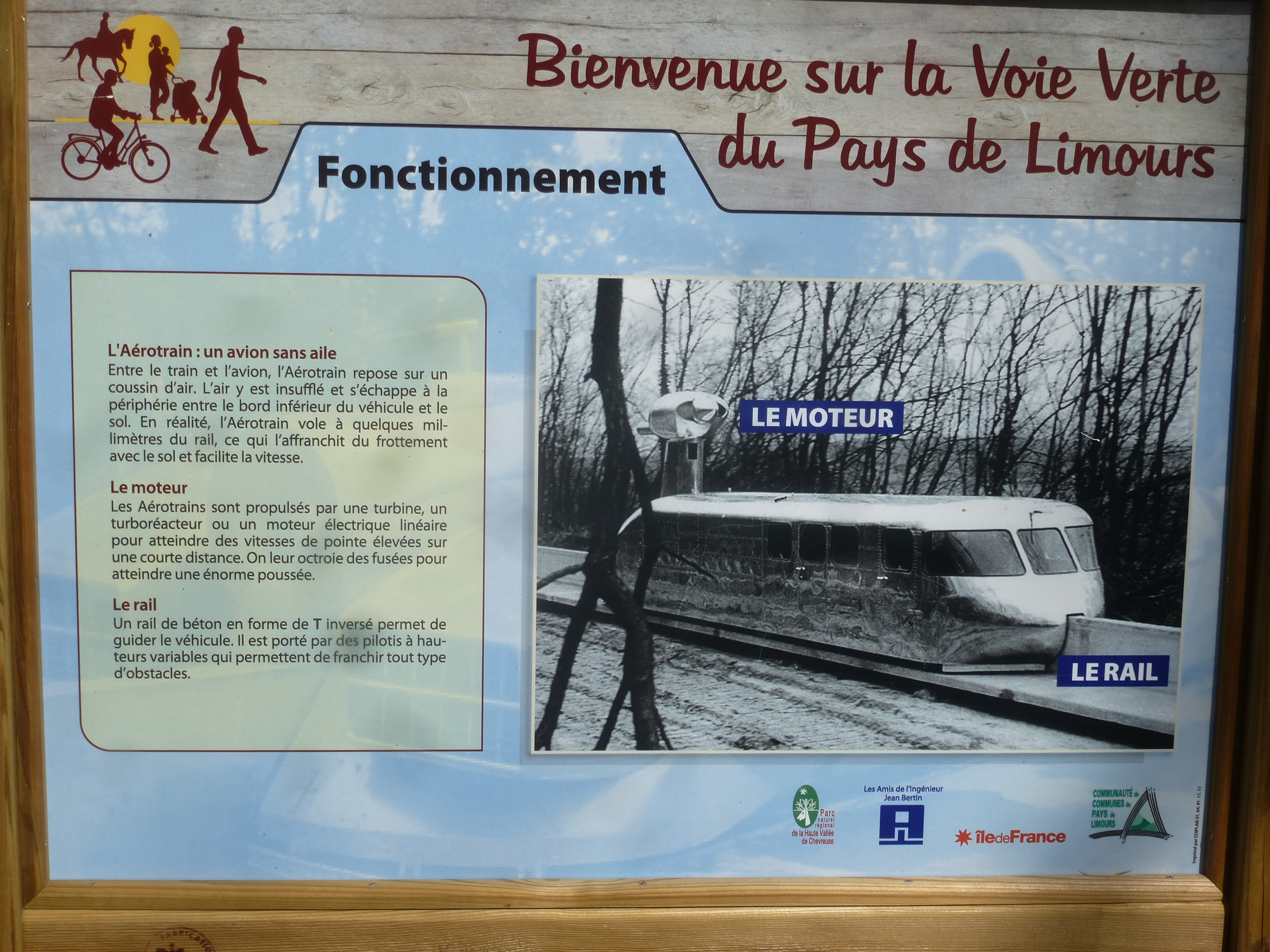
Panneau expliquant le fonctionnement de l'aérotrain expérimental.
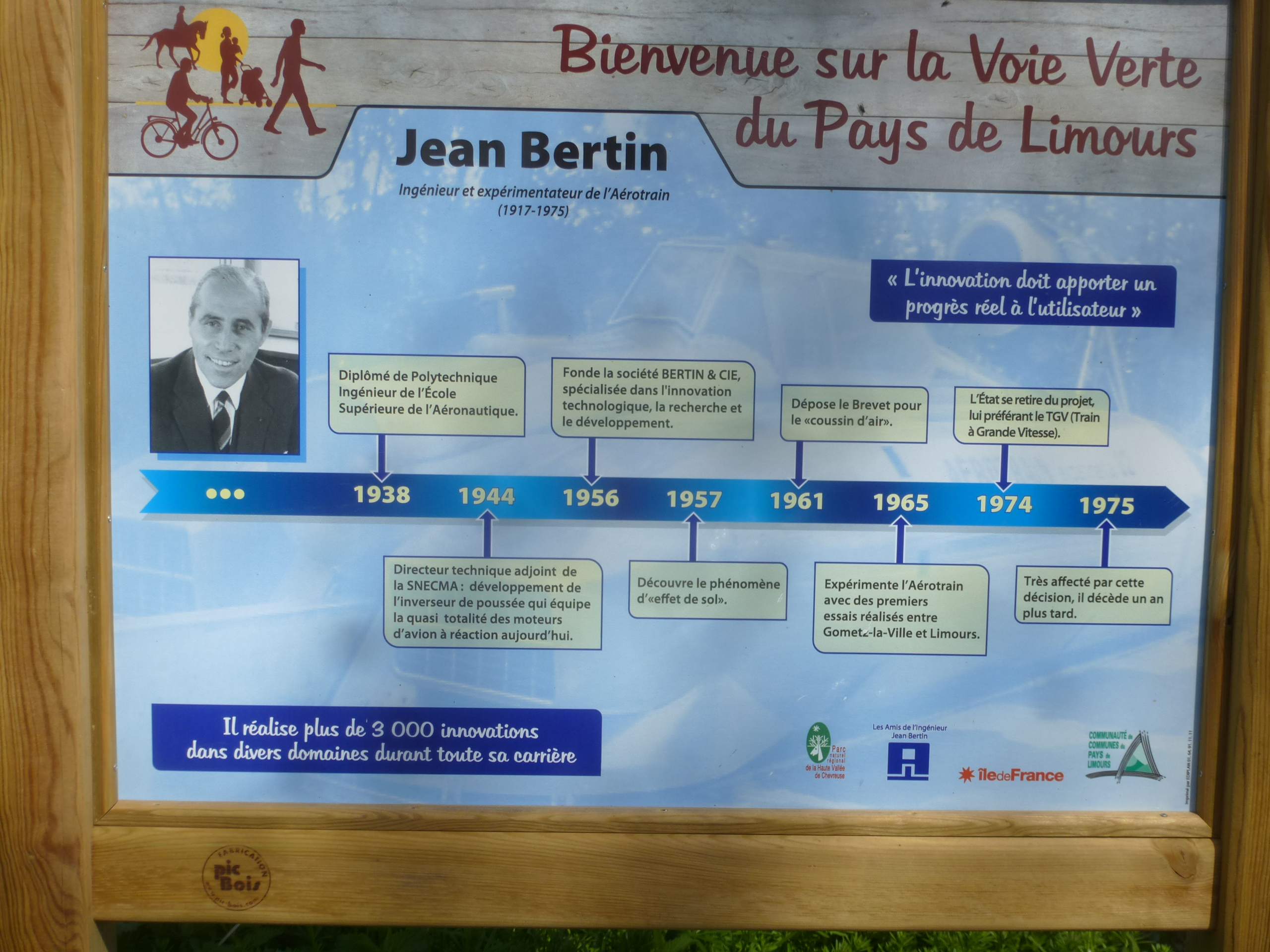
Panneau sur la biographie de l’ingénieur Jean Bertin.
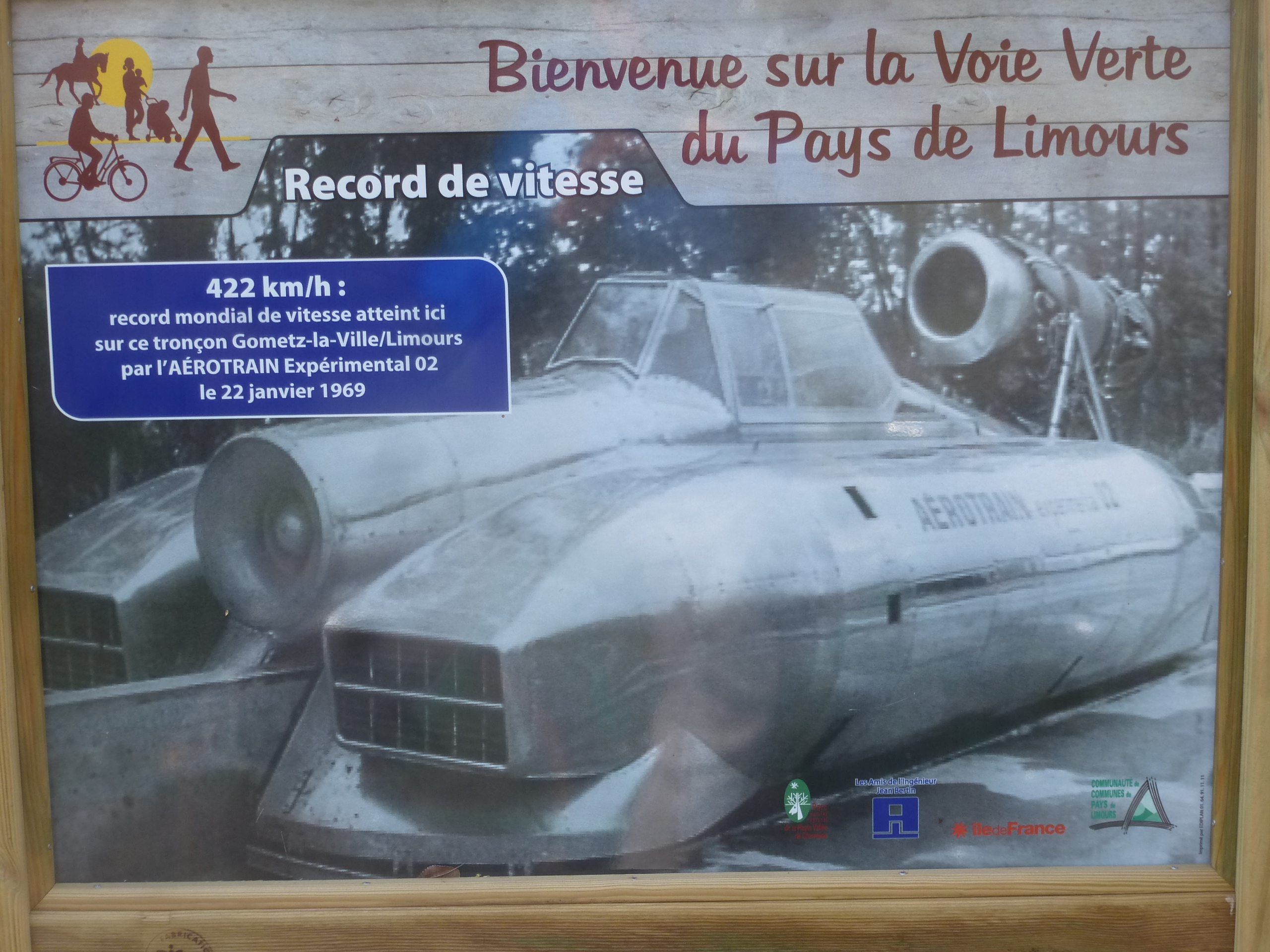
Panneau sur le record de vitesse de l'aérotrain.

La voie verte prolongée à Bonnelles
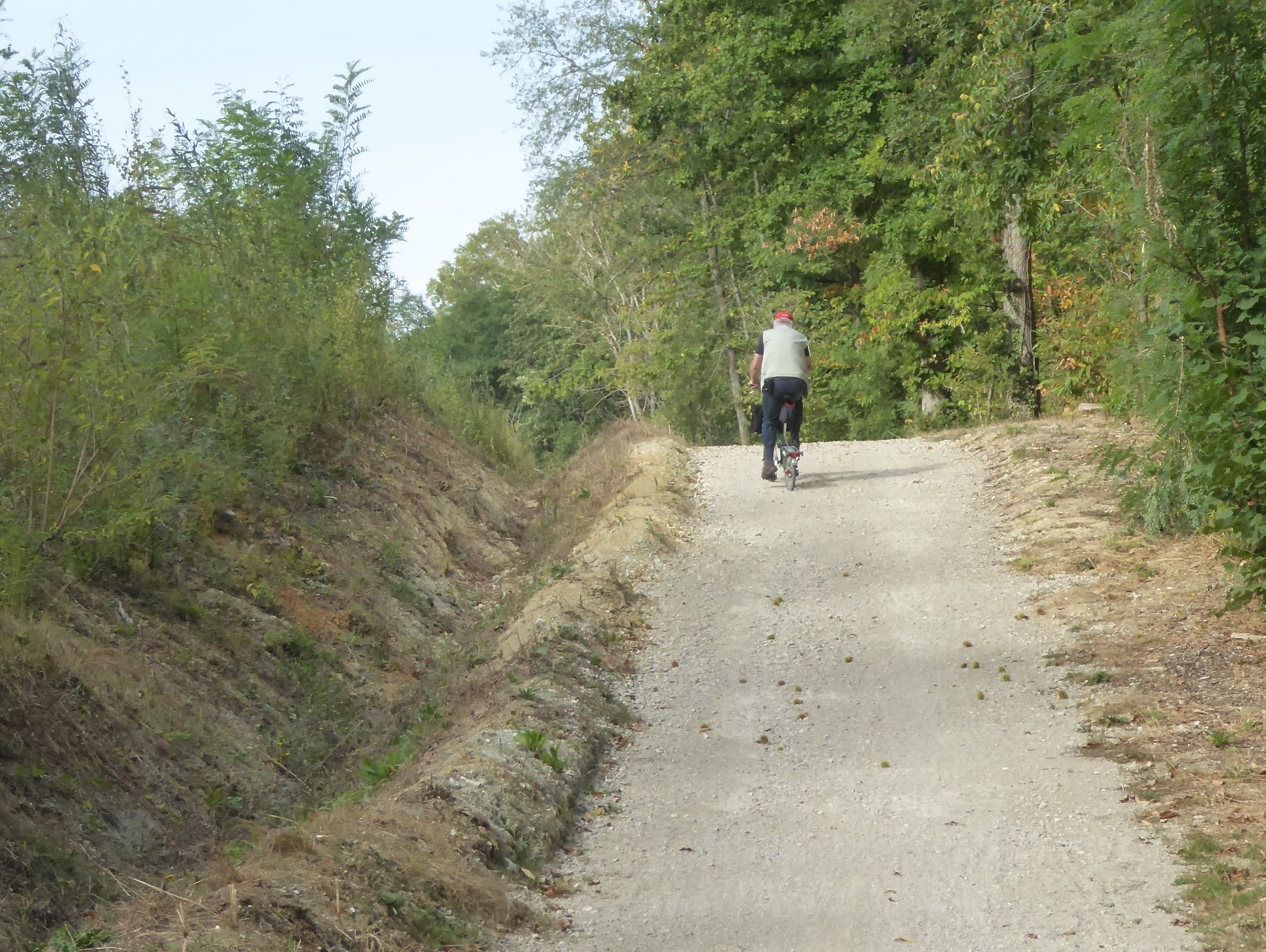
Raidillon à Bonnelles.
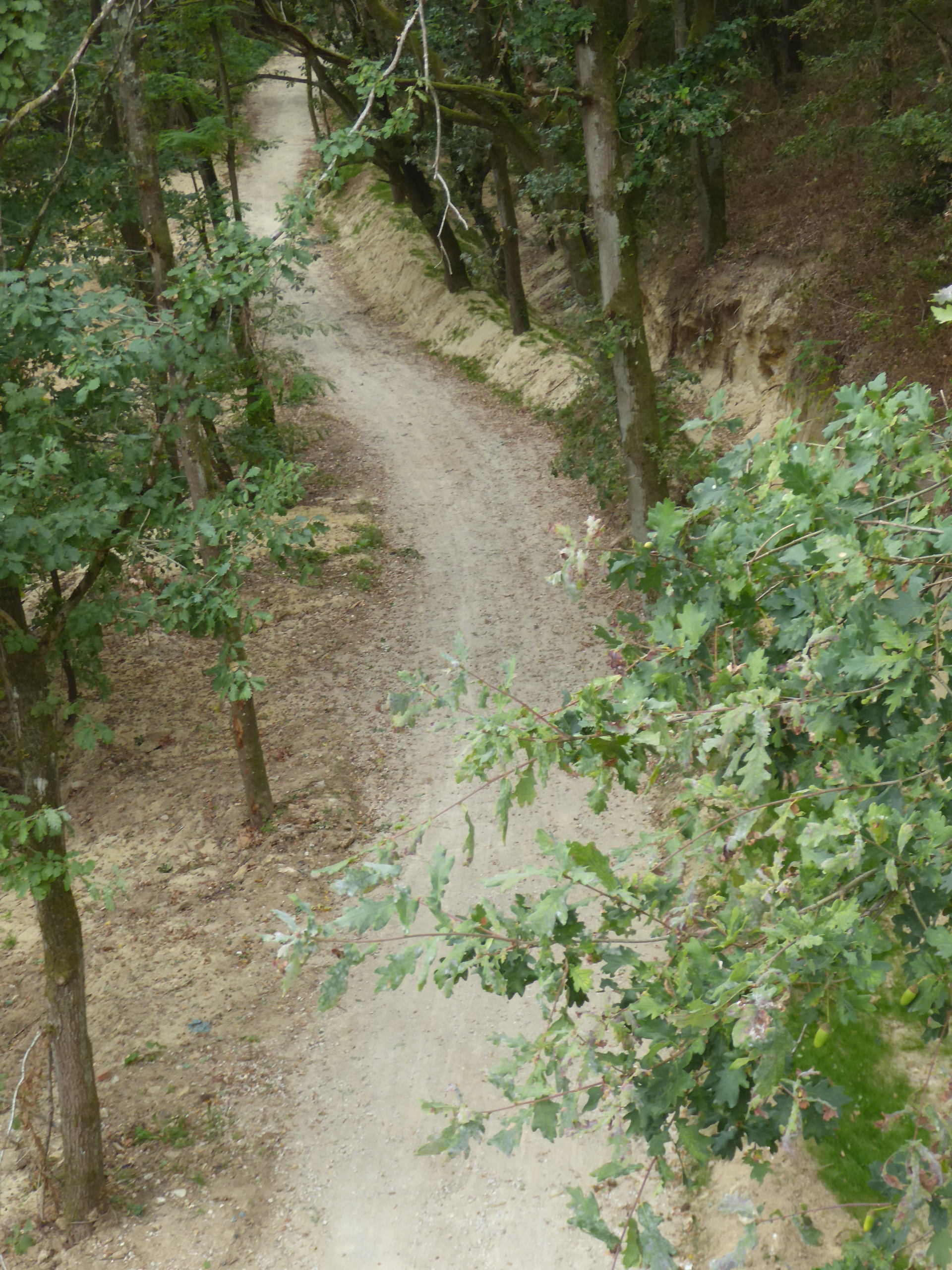
Vue d'un pont à Bonnelles.
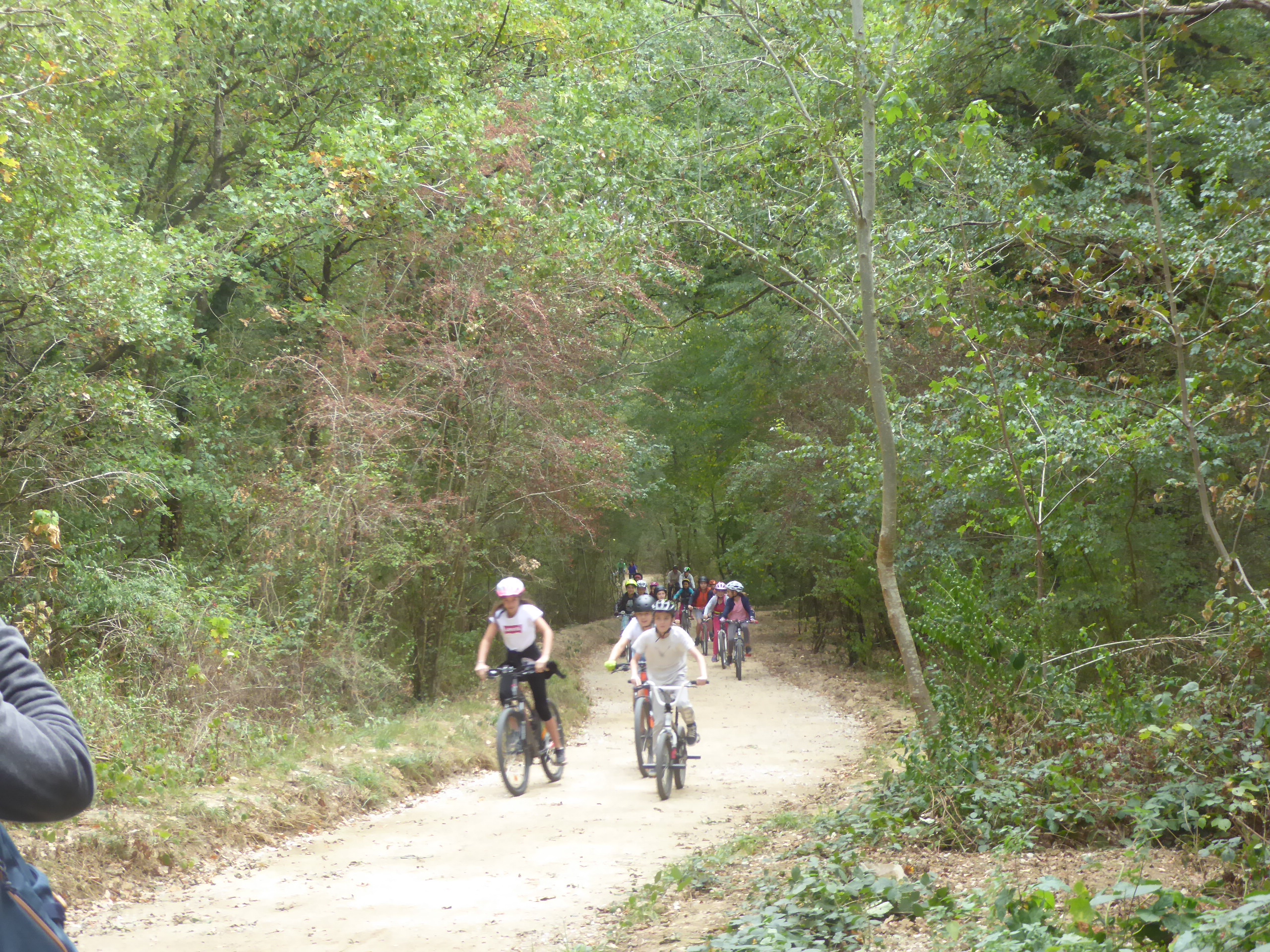
Groupe d'enfants à l'inauguration à Bonnelles.